# جيمس شو (دراج)
جيمس شو (بالإنجليزية: James Shaw)‏ هو دراج بريطاني، ولد في 13 يونيو 1996 في نوتنغهام في المملكة المتحدة.

## وصلات خارجية
- جيمس شو على موقع الاتحاد الدولي للدراجات (الإنجليزية)
- جيمس شو على موقع أرشيف الدراجات (الإنجليزية)
- جيمس شو على موقع إحصائيات الدراجات الإحترافية (الإنجليزية)
- جيمس شو على موقع نسبة الدراجات (الإنجليزية)